# Avro 539
L'Avro 539 est un avion de course britannique de l'Entre-deux-guerres. 

## Hydravion pour la Coupe Schneider
Biplan monoplace à ailes inégales non décalées reposant sur flotteurs, cet appareil fut construit pour participer à la Coupe Schneider en 1919 et prit l’air le 29 août 1919 avec un moteur Siddeley Puma de 240 ch. Durant les essais préliminaires  début septembre l’appareil heurta un objet flottant et endommagea un de ses flotteurs. Il fut donc renvoyé à Hamble, d’où il ressortit avec une dérive plus importante et une gouverne de direction pourvue d’une compensation aérodynamique. Devenu Avro 539A [G-EALG], le monoplace qui devait être piloté par le capitaine Hamersley ne fut pas autorisé à participer à la course, mis en réserve par l’équipe anglaise en cas de défaillance d'un des trois engagés officiels. Le brouillard épais recouvrant la région de Bournemouth le 19 septembre 1919 entraina l’annulation de l’épreuve.

## Terrestre pour le5eDerby Aérien
Avro décida de modifier l’appareil pour l’engager dans l’édition 1920 du Derby Aérien, dont le départ fut donné à Hendon le 24 juillet 1920. Le biplan fut donc rééquipé d’un atterrisseur terrestre, mais aussi d’un appui-tête profilé. Cet avion ne termina pas l’épreuve, le Capt. Westgarth-Heslam étant contraint à un atterrissage de fortune à la suite d'une panne d’alimentation en carburant dès le premier tour. 

## Remotorisé mais malheureux
L’avion fut à nouveau modifié pour participer au 6e Derby Aérien. Il reçut un moteur Napier Lion de 450 ch, un nouveau système de refroidissement et une nouvelle hélice de 3,05 m. Ce moteur pesant deux fois plus lourd que le Puma, il fut nécessaire de raccourcir l’avant de l’avion pour rectifier le centrage. Parallèlement le fuselage et le train d'atterrissage étaient renforcés. 
Devenu Avro 539B et réimmatriculé [G-EAXM], l’appareil fut détruit trois jours avant la compétition, le 13 juillet 1921. À l'issue d'un essais, Westgarth-Heslam se posa trop long et trop vite. Il ne put éviter la voie ferrée au bout du terrain de Hamble.

## Sources
1. ↑  Flight 11 sept 1919 p.1224
2. ↑  Flight 18 sept 1919 p.1246
3. ↑  Flight 29 juillet 1920 p.838